# Церковь Михаила Архангела (Маркино)
Церковь Михаила Архангела — недействующий православный храм в селе Маркино Сосновоборского района Пензенской области.

## История
Храм во имя Архистратига Михаила с приделом во имя святителя Димитрия Ростовского был построен в 1816 году генерал-майором Г. А. Колокольцовым (1772—1861).
Расположенная в центре села, одноглавая каменная церковь имеет традиционную продольно-осевую композицию. Четверик двухсветного храма несёт на себе световой барабан-ротонду, покрытый куполом, и акцентирован по бокам четырехколонными портиками. Четырехъярусная колокольня с круглым верхним ярусом увенчана шпилем.
Трапезная первоначально была лишь несколько шире колокольни, но в 1855 году её расширили до размеров храма и продлили до западного фасада колокольни. В 1882 году в местах примыкания новых стен к старым, а также в своде алтаря появились трещины, в связи с этим церковь была обследована епархиальным архитектором В. М. Бетюцким, который предложил сломать апсиду. Однако, последняя была сохранена и укреплена контрфорсами, утяжелившими прежде ясный облик памятника классицизма.
До 1917 года причта по штату было положено: 2 священника, диакон и 2 псаломщика. Земли усадебной 2 дес. и пахотной 33 дес. Жалование по окладу IV класса, кроме священника второго штата. В пользу причта вклад 490 руб. Прихожан мужского пола 2103 души, женского пола 2089 душ. Приход состоит из села, сельца Вязовки, деревни Мывала и Выселков. В селе и сельце Вязовке училища земские.